# Dürrenroth
Dürrenroth (toponimo tedesco) è un comune svizzero di 1 062 abitanti del Canton Berna, nella regione dell'Emmental-Alta Argovia (circondario dell'Emmental).

## Storia
Nel 1888-1889 la località di Hubberg, fino ad allora frazione di Ursenbach, fu assegnata ai comuni di Dürrenroth e Walterswil.

## Monumenti e luoghi d'interesse
- Chiesa riformata (già di San Lorenzo), eretta nel 1468 e ricostruita nel XVIII-XIX secolo[2].

## Società

### Evoluzione demografica
L'evoluzione demografica è riportata nella seguente tabella:
Abitanti censiti

## Infrastrutture e trasporti
Dürrenroth è servito dall'omonima stazione sulla ferrovia Ramsei-Huttwil.

## Amministrazione
Ogni famiglia originaria del luogo fa parte del cosiddetto comune patriziale e ha la responsabilità della manutenzione di ogni bene ricadente all'interno dei confini del comune.